# Elijah Ward

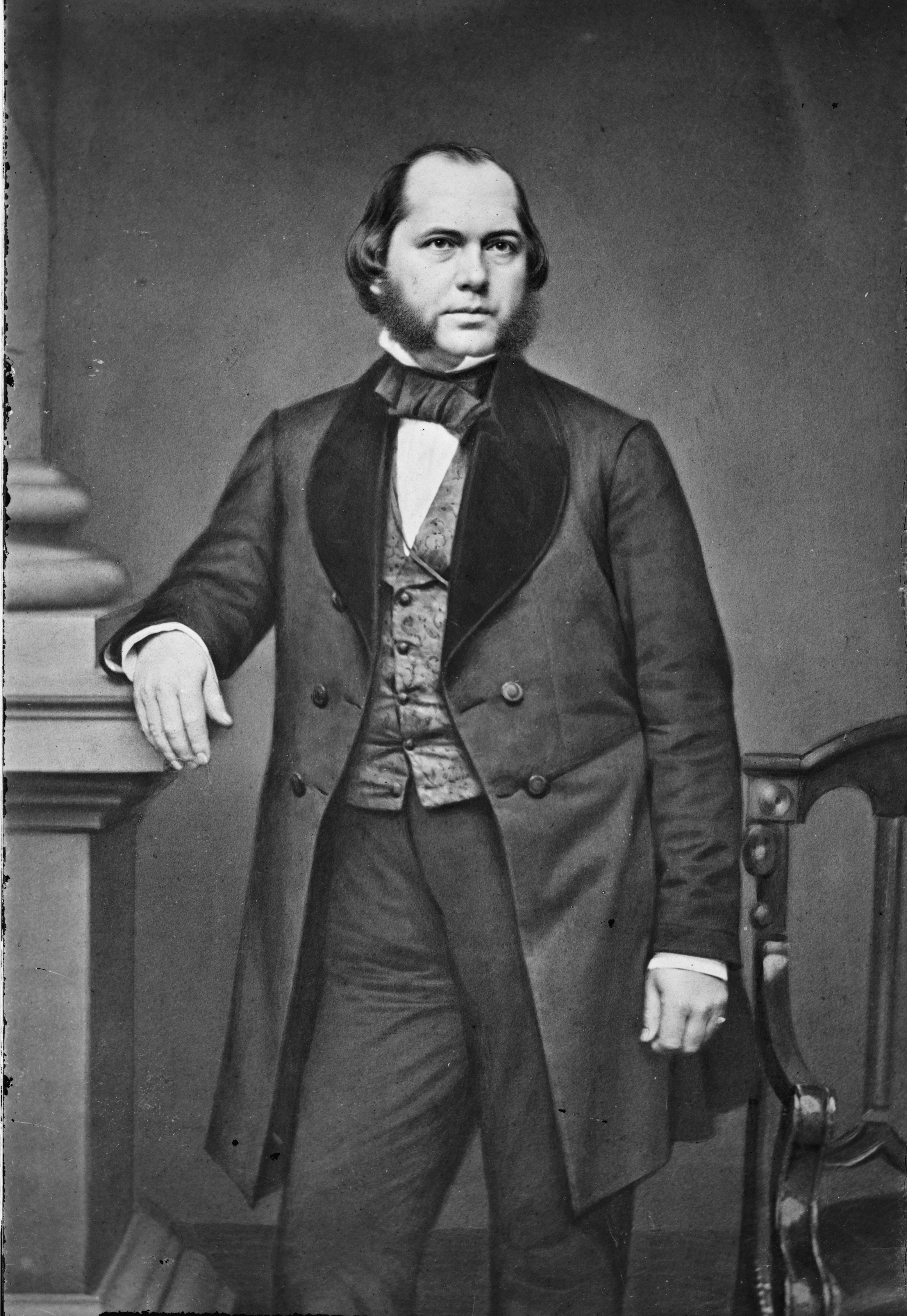
Elijah Ward

Elijah Ward (* 16. September 1816 in Sing Sing (heute Ossining), New York; † 7. Februar 1882 in Roslyn, New York) war ein US-amerikanischer Jurist und Politiker. Er vertrat zwischen 1857 und 1859, dann zwischen 1861 und 1865 und zuletzt zwischen 1875 und 1877 den Bundesstaat New York im US-Repräsentantenhaus. Der Kongressabgeordnete Aaron Ward war sein Onkel.

## Werdegang
Elijah Ward wurde ungefähr eineinhalb Jahre nach dem Ende des Britisch-Amerikanischen Krieges in Sing Sing geboren. Er verfolgte klassische Altertumswissenschaften. Dann ging er in New York City kaufmännischen Geschäften nach und besuchte in derselben Zeit die rechtswissenschaftliche Fakultät der New York University. Seine Zulassung als Anwalt erhielt er 1843 und begann dann in New York City zu praktizieren. Zwischen 1853 und 1855 war er als Judge Advocate General in New York tätig. Politisch gehörte er der Demokratischen Partei an. 1856 nahm er als Delegierter an der Democratic National Convention in Cincinnati teil.
Bei den Kongresswahlen des Jahres 1856 wurde er im siebten Wahlbezirk von New York in das US-Repräsentantenhaus in Washington, D.C. gewählt, wo er am 4. März 1857 die Nachfolge von Thomas Child junior antrat. 1858 erlitt er bei seiner Wiederwahlkandidatur eine Niederlage und schied nach dem 3. März 1859 aus dem Kongress aus. Im Jahr 1860 kandidierte er erneut für einen Kongresssitz. Nach der erfolgreichen Wiederwahl trat er am 4. März 1861 die Nachfolge von George Briggs an. Bei den Kongresswahlen des Jahres 1862 wurde er im sechsten Wahlbezirk von New York in das US-Repräsentantenhaus gewählt, wo er am 4. März 1863 die Nachfolge von Frederick A. Conkling antrat. 1864 erlitt er bei seiner erneuten Kandidatur eine Niederlage und schied nach dem 3. März 1865 aus dem Kongress aus.
Danach nahm er in New York City wieder seine Tätigkeit als Anwalt auf.
Ward wurde im Jahr 1874 im achten Wahlbezirk von New York in das US-Repräsentantenhaus gewählt, wo er am 4. März 1875 die Nachfolge von John D. Lawson antrat. 1876 erlitt er bei seiner Wiederwahlkandidatur eine Niederlage und schied nach dem 3. März 1877 aus dem Kongress aus. Als Kongressabgeordneter hatte er den Vorsitz über das Committee on Commerce (44. Kongress).
Er verstarb am 7. März 1877 in Roslyn und wurde dort auf dem Friedhof beigesetzt. Seine sterblichen Überreste wurden allerdings 1893 auf den Woodlawn Cemetery in New York City umgebettet.